# Ankaratridium caecum
Ankaratridium caecum là một loài chân đều trong họ Scleropactidae. Loài này được Paulian de Felice miêu tả khoa học năm 1950.